# Ley de los rendimientos decrecientes

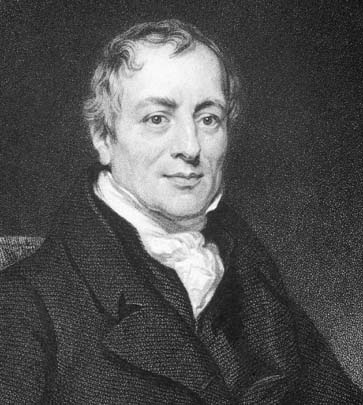
La ley de rendimientos decrecientes fue estudiada por David Ricardo.

En economía, la ley de los rendimientos decrecientes (o ley de proporciones variables, principio de productividad marginal decreciente o retornos marginales decrecientes) es la disminución del ingreso marginal de la producción a medida que se añade un factor productivo, manteniendo los otros constantes. Afirma que en todos los procesos productivos, añadir más de un factor productivo mientras se mantienen los otros constantes (ceteris paribus) dará progresivamente menores incrementos en la producción por unidad.
Es un principio fundamental de la economía y tiene un rol principal en la teoría neoclásica de la producción.

## Historia
El concepto de rendimientos decrecientes se remonta a los primeros economistas como Johann Heinrich von Thünen, Anne Robert Jacques Turgot, Thomas Malthus y David Ricardo. Sin embargo
los economistas clásicos como Malthus y Ricardo atribuirán el decrecimiento de los rendimientos en los resultados (outputs) en la disminución de la calidad de las entradas (inputs). Los economistas neoclásicos asumían que cada "unidad" de trabajo es idéntica = perfectamente homogénea. Los rendimientos decrecientes eran debidos a la interrupción de todo el proceso productivo a medida que unidades
adicionales de trabajo se añadían a una cantidad fija de capital.